# Comité de gestion de la taxe scolaire de l'île de Montréal
 (janvier 2017).
Si vous disposez d'ouvrages ou d'articles de référence ou si vous connaissez des sites web de qualité traitant du thème abordé ici, merci de compléter l'article en donnant les références utiles à sa vérifiabilité et en les liant à la section « Notes et références ».

Logo

Le Comité de gestion de la taxe scolaire de l'île de Montréal (CGTSIM) est un organisme public régi par la Loi sur l’instruction publique. Il offre des services de soutien techniques, administratifs et financiers aux 3 centres de services scolaires et 2 commissions scolaires de l’île de Montréal:
- Centre de services scolaire de la Pointe-de-l'Île
- Centre de services scolaire de Montréal
- Centre de services scolaire Marguerite-Bourgeoys
- Commission scolaire English-Montréal
- Commission scolaire Lester-B.-Pearson

Le CGTSIM est gouverné par les commissions scolaires de l’île de Montréal et par le Ministère de l'Éducation, Enseignement supérieur et Recherche.
À l’égard des francophones, le territoire comprend toute l’île de Montréal, plus quelques îles avoisinantes comme l’île des Sœurs, l’île Bizard et l’île Dorval. À l’égard des anglophones, le territoire est le même sauf qu’en plus, à l’ouest, il s’étend sur un territoire jusqu’aux frontières de l’Ontario.
Le Comité de gestion a succédé au Conseil scolaire de l’île de Montréal en février 2003. Depuis plus de trente ans, il est au service des commissions scolaires de l’île de Montréal.